# جيرالدين فيرارو
جيرالدين آن «جيري» فيرارو (الإنجليزيّة: Geraldine Anne "Gerry" Ferraro) (26 أغسطس 1935 - 26 مارس 2011) محامية وسياسيّة أمريكية ونائبة في مجلس النوّاب الأميركيّ عن الحزب الديمقراطي. كما كانت أول مرشحة لمنصب نائب رئيس الجمهوريّة عن حزب سياسيّ أميركيّ كبير عام 1984.
نشأت فيرارو في مدينة نيويورك وعملت مدرسة في مدرسة عامة قبل أن تبدأ بالتدرُّب كمحامية. انضمت فيرارو إلى مكتب المُدعي العام لمقاطعة كوينز عام 1974، كما ترأست مكتب الضحايا الخاص الذي افتتح قبيل هذا الوقت بقليل، إذ تعامل هذا المكتب مع الجرائم الجنسيّة وإساءة معاملة الأطفال والعنف المنزليّ. عام 1978 انتُخِبَت لمجلس نوّاب الولايات المتحدة، حيث ترقَّت بسرعة ضمن الهرميّة الحزبيّة، حيث ركَّزت فيرارو خلال نشاطها في المجلس على إقرار التشريعات المُنصِفِة للمرأة في مجالات الأجور والمعاشات التقاعديّة وخطط التقاعد.
عام 1984 اختارها المرشح الرئاسي ونائب الرئيس السابق والتر مونديل لتكون مرشحته لمنصب نائب رئيس الجمهوريّة في الانتخابات المقبلة. أصبحت فيرارو الأميركيّة الإيطاليّة الوحيدة التي لعبت مرشح وطنيّ من حزب رئيسيّ في الولايات المتحدة، إضافةً إلى كونها أول امرأة تقوم بهذا الدور. سرعان ما تلاشت الأصوات المؤيّدة لترشّح فيرارو لمنصب نائب الرئيس الجمهوريّة في برنامج مونديل، إذ أُثيرت أسئلة حول ثروتها وثروة زوجها رجل الأعمال وحملات التمويل وبياناتها الصادرة عن الكونجرس. وفي الانتخابات العامّة هُزم منديل وفيرارو هزيمة ساحقة أمام الرئيس رونالد ريغان ونائبه جورج بوش.
فيما بعد أدارت فيرارو حملات للحصول على مقعد في مجلس الشيوخ الأمريكيّ عن نيويورك عامي 1992 و 1998، وفي الحالتين بدأت حملات فيرارو باعتقاد أنها الأكثر حظاً لتمثيل الحزب قبل أن تخسر الانتخابات التمهيديّة. عملت فيرارو سفيرةً عن الولايات المتحدة في لجنة الأمم المتحدة لحقوق الإنسان بين عامي 1993 و 1996خلال إدارة الرئيس بيل كلينتون. واصلت فيرارو حياتها المهنيّة كصحفيّة وكاتبة وسيدة أعمال، كما ساهمت في حملة السيناتور هيلاري كلينتون الرئاسيّة عام 2008. توفيت فيرارو في 26 مارس 2011 بمرض الورم النخاعيّ المتعدد بعد ما يُقارب 12 سنة من تشخيصها بالإصابة.

## طفولتها وتعليمها

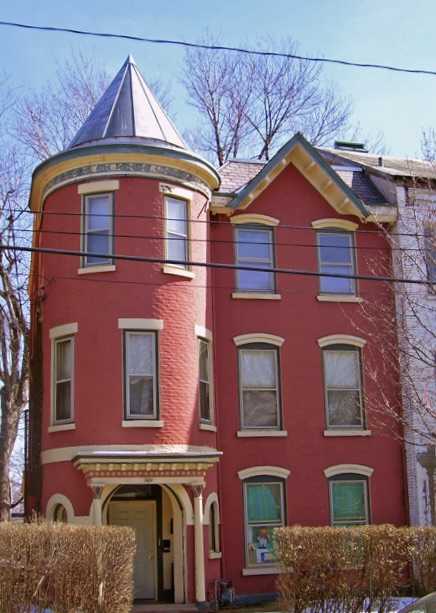
عاشت فيرارو في هذا المبنى في نيوبروغ حتى بلغت العاشرة

ولدت جيرالدين فيرارو في 26 أغسطس عام 1935 في نيوبروغ في نيويورك، لأنطونيتا إل. فيرارو، امرأة من الجيل الأول للأمريكيّين الإيطاليّين، ودومينيك فيرارو، وهو مهاجر إيطاليّ من إقيلم كامبانيا، ومالك لمطعمين. كان لجيرالدين فيرارو ثلاثة إخوة أكبر منها، توفي أحدهم بينما كان رضيعاً وآخر في الثالثة من عمره. التحقت فيرارو بمدرسة مدعومة لجبل القديسة ماري في نيوبروغ عندما كانت صغيرة. توفي والدها بنوبة قلبيّة في مايو عام 1944، عندما كانت في الثامنة من عمرها. استثمرت فيما بعد والدة فيرارو، إلا أنها سرعان ما خسرتها، مما أجبر العائلة على الانتقال إلى منطقة أفقر في ساوث برونكس، وعملت حينها الأم في صناعة الملابس.
بقيت فيرارو في جبل سانت ماري كتلميذة داخلية لبعض الوقت، ثم التحقت لفترة وجيزة بمدرسة أبرشية في جنوب برونكس. وابتداءً من عام 1947، درست وعاشت في أكاديمية ماريماونت الأبرشية في تاريتاون، نيويورك، وأمنت مصروفها من ممتلكات الأسرة المُستأجرة في إيطاليا وتخطت الصف السابع. في ماريماونت فيرارو كانت عضوًا في جمعية الشرف، ونشطت في العديد من النوادي والرياضات، وتخرجت في عام 1952. كانت والدتها مصرة لحصولها على شهادة كاملة التعليم، على الرغم من قول أحد أعمامها في العائلة، «لماذا تزعجين نفسك بهذا؟ إنها جميلة، وهي مجرد فتاة، سوف تتزوج في النهاية». التحقت فيرارو بكلية ماريماونت مانهاتن بمنحة بينما كانت تشغل في بعض الأحيان وظيفتين أو ثلاث وظائف في نفس الوقت. خلال سنتها الأخيرة بدأت في مواعدة جون زاكارو من فورست هيلز، كوينز، الذي تخرج من كلية أيونا بتكليف من لجنة في قوات مشاة البحرية الأمريكية. حصلت فيرارو على بكالوريوس الآداب في اللغة الإنجليزية عام 1956. كانت أول امرأة في عائلتها تحصل على شهادة جامعية. كما اجتازت امتحان المدينة لتصبح معلمة مدرسة حاصلة على رخصة.
بدأت فيرارو العمل كمدرسة ابتدائية في المدارس العامة في أستوريا، كوينز، «لأن هذا ما كان من المفترض أن تفعله النساء». لكنها بقيت غير راضية، فقررت الالتحاق بكلية الحقوق. قال لها الموظف المسؤول عن القبول، «أتمنى أن تكوني جادة يا جيري. فكما تعلمين أنتِ تأخذين مكان الرجل». حصلت على درجة الدكتوراه في القانون، مع مرتبة الشرف من كلية الحقوق بجامعة فوردهام في عام 1960، اعتادت حضور الفصول الدراسية ليلًا مع استمرارها في العمل كمدرسة للصف الثاني في المدارس خلال النهار. كانت فيرارو واحدة من امرأتين فقط في فصل تخرجها. قُبلت في نقابة المحامين بولاية نيويورك في مارس 1961.

## الأسرة، المحاماة، النيابة العامة
أصبحت فيرارو مخطوبة لزكارو في أغسطس 1959 وتزوجته في 16 يوليو 1960. أصبح سمسار عقارات ورجل أعمال. احتفظت باسم عائلتها في عملها، كطريقة لتكريم والدتها لدعم الأسرة بعد وفاة والدها، لكنها استخدمت اسم زوجها في أجزاء من حياتها الخاصة. أنجب الزوجان ثلاثة أطفال، دونا (ولدت عام 1962)، وجون جونيور (ولد عام 1964)، ولورا (ولدت عام 1966). كانوا يعيشون في فوريست هيلز جاردنز، كوينز، وفي عام 1971، حصلوا على منزل لقضاء العطلات في سالتير في جزيرة فاير. اشتروا شقة خاصة في سانت كروا في الجزر العذراء الأمريكية في عام 1983.
عند تربيتها لأطفالها، عملت فيرارو بدوام جزئي كمحامية مدنية في شركة عقارات زوجها لمدة 13 عامًا. كما عملت من حين لآخر مع زبائن آخرين وقامت ببعض الأعمال المجانية للنساء في محكمة الأسرة. أمضت وقتًا في النوادي الديمقراطية المحلية، ما سمح لها بالحفاظ على التواصل داخل المهنة القانونية والمشاركة في السياسات والحملات المحلية. أثناء تنظيم المعارضة الاجتماعية لمبنى مقترح، التقت فيرارو بالمحامي والشخصية الديمقراطية ماريو كومو، الذي أصبح مرشدًا سياسيًا. في عام 1970، انتُخبت رئيسة لنقابة المحامين في مقاطعة كوينز.
حصلت فيرارو على أول وظيفة سياسية بدوام كامل في يناير 1974، عندما عُينت نائب عام مساعدًا لمقطعة كوينز، نيويورك، من قبل ابن عمها، النائب العام في المقاطعة نيكولاس فيرارو. في ذلك الوقت، كان وجود نائب عام أنثى في المدينة أمر غير مألوف. قوبلت الانتقادات القائلة إنها كانت مستفيدة من المحسوبية بتصنيفها على أنها مؤهلة من قبل لجنة فحص ومن خلال أدائها الوظيفي المبكر في مكتب التحقيقات. وفي العام التالي، عُينت فيرارو في المكتب الجديد الخاص للضحايا، الذي استلم قضايا الاغتصاب، والاعتداء على الأطفال، وإساءة معاملة أحد الزوجين، والعنف الأسري. عُينت رئيسة للوحدة في عام 1977، وعين لها النائب العام مساعدين آخرين. وفي هذا الدور، أصبحت مدافعة قوية عن الأطفال المعتدى عليهم. قُبلت في نقابة المحامين في المحكمة العليا في الولايات المتحدة في عام 1978.
كجزء من برنامج دي إيه، عملت فيرارو لساعات طويلة، واكتسب سمعة لكونها نائبًا صارمًا ولكن عادلة في مفاوضات الإقرار بالذنب. على الرغم من أنه كان من المفترض أن تقوم وحدتها بتسليم القضايا التي كانت لا بد من محاكمتها إلى قسم آخر، إلا أنها لعبت دورًا نشطًا في محاكمة بعض القضايا بنفسها، وأقنعت مرافعاتها الختامية هيئة المحلفين. لكن غضبت فيرارو عندما اكتشفت أن رئيسها كان يدفع لها أقل من زملائها الذكور لأنها كانت امرأة متزوجة ولديها زوج بالفعل. علاوة على ذلك، وجدت فيرارو أن طبيعة الحالات التي تعاملت معها كانت مرهقة لها. تركها العمل «متعبة وغاضبة» وأصيبت بقرحة. شعرت بالإحباط لأنها لم تكن قادرة على التعامل مع الأسباب الجذرية، وتحدثت عن الترشح لمنصب تشريعي؛ كان ذلك اقترح كومو، الذي أصبح بحلول ذلك الوقت وزير خارجية نيويورك، كونغرس الولايات المتحدة.

## روابط خارجية
- جيرالدين فيرارو على موقع IMDb (الإنجليزية)
- جيرالدين فيرارو على موقع الموسوعة البريطانية (الإنجليزية)
- جيرالدين فيرارو على موقع مونزينجر (الألمانية)
- جيرالدين فيرارو على موقع إن إن دي بي (الإنجليزية)
- جيرالدين فيرارو على موقع قاعدة بيانات الفيلم (الإنجليزية)